# Vara, Västergötland

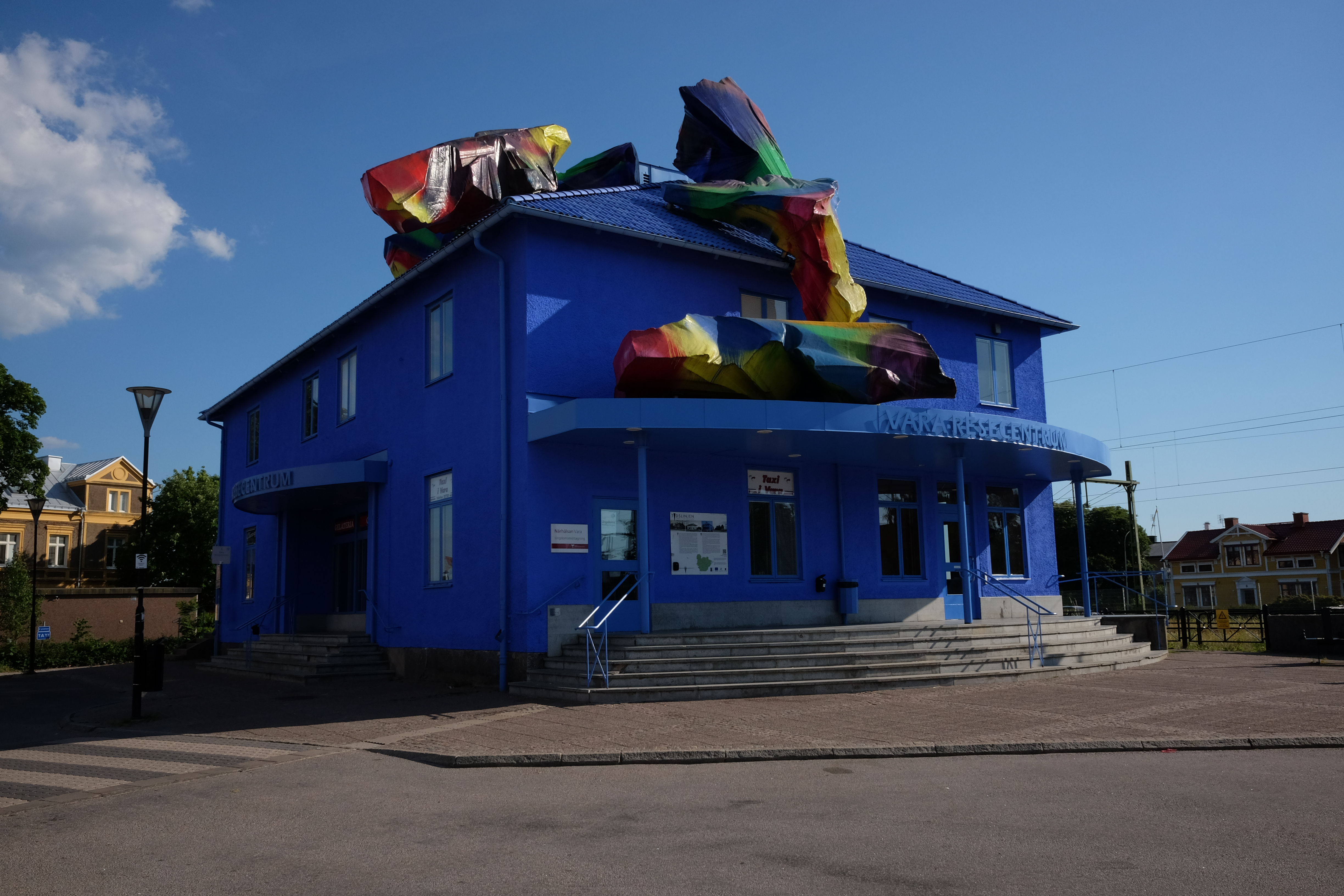
Stationshuset i Vara med Blue Orange

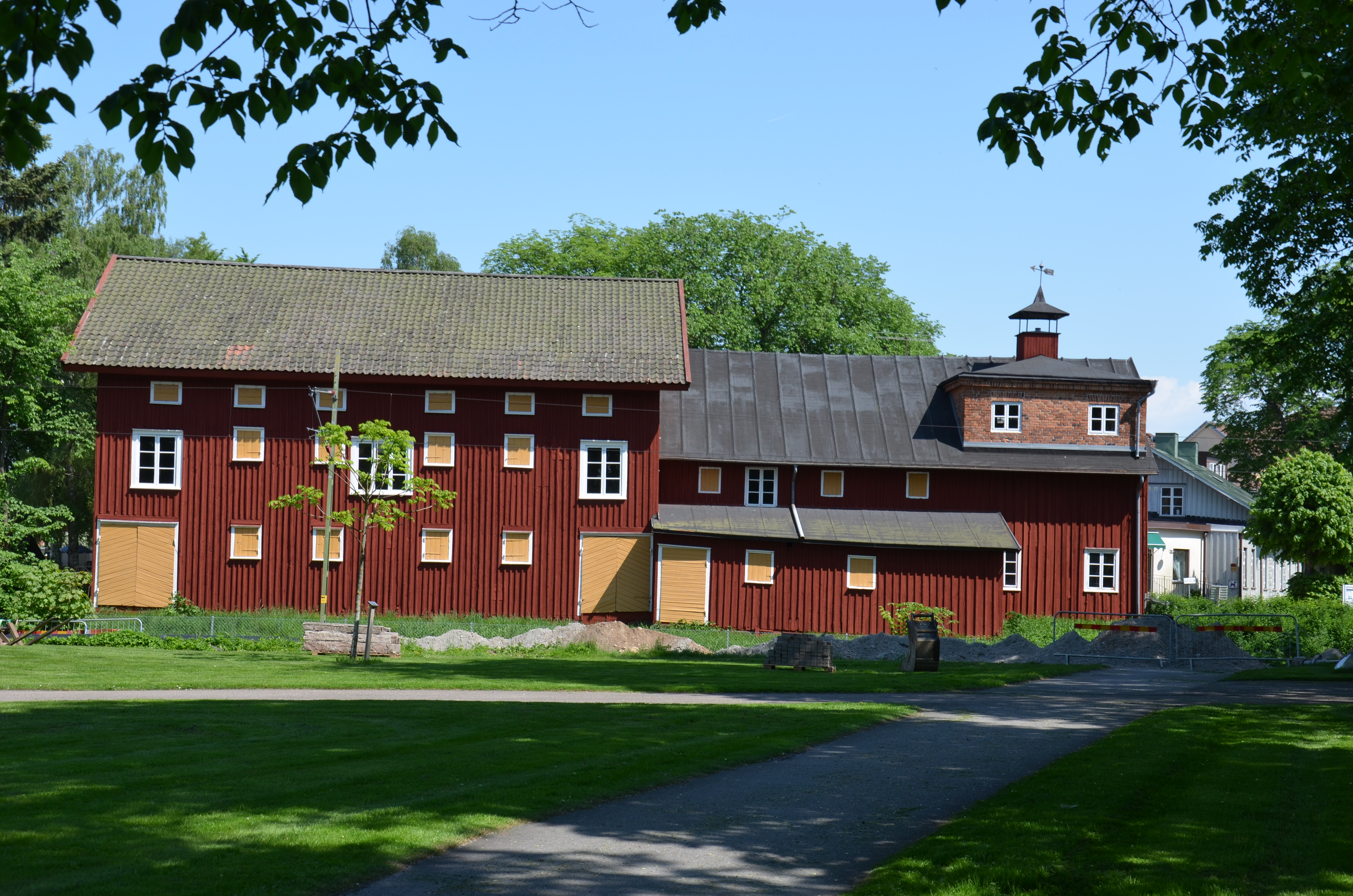
Bengtssonska sädesmagasinet, byggnadsminne

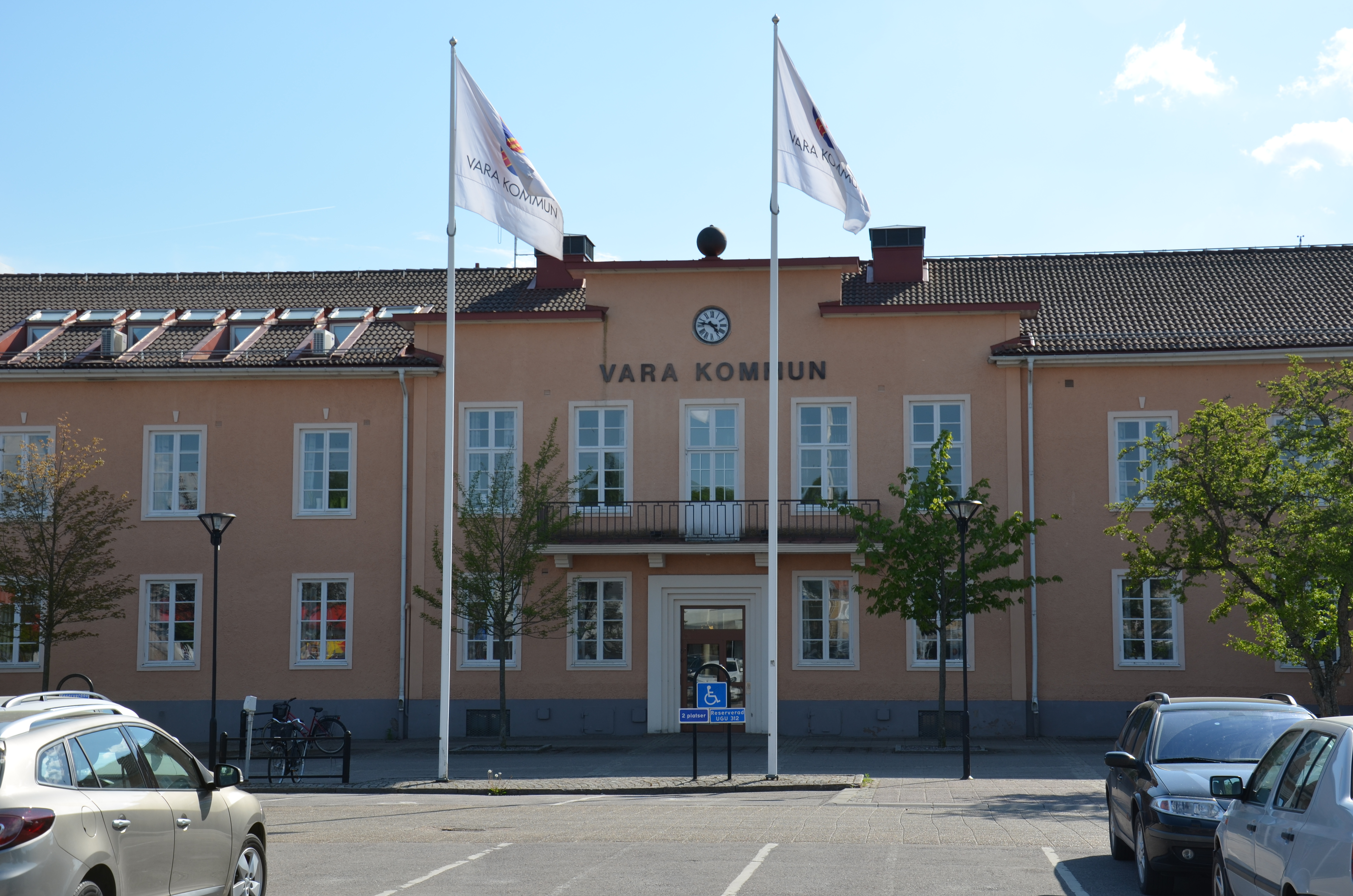
Vara kommunhus

Vara är en tätort och centralort i Vara kommun i Västra Götalands län. Vara ligger vid E20.

## Historia

### Skiftet i Vara
Före 1800-talet hade åkrarna varit uppdelade på samma sätt ända sedan medeltiden, det vill säga i små tegar. Ibland kunde varje bonde ha uppemot femtio sådana tegar uppdelade på olika ställen. I Vara by genomfördes storskiftet åren 1786–1789 då byns bönder fick åkrarna mer samlade men fortfarande på kanske 3–4 olika ställen. Laga skiftet ägde rum 1843–1850, vilket innebar att byn splittrades, eftersom de flesta gårdarna flyttades ut från byn.
Efter skiftet tog odlandet fart och man odlade upp ängsmark då den passade bra till havreodling. Efter skiftet började man även med växelbruk i Vara. Före växelbruket hade de flesta bönderna i Vara använt tvåsädesbruk, vilket betyder att man odlar halva åkern och låter den andra halvan ligga i träda.
Den kraftiga folkökningen på 1800-talet var påtagligt stor i området runt Vara. Mellan 1810 och 1870 ökade Sveriges befolkning med 40 %, medan befolkningsökningen i Vara med omnejd uppgick till 80 %.
Under 1800-talet utvecklades redskapen och arbetet med åkrarna mycket, vilket gjorde att spannmålsskörden fyrdubblades och man kunde börja exportera istället för att importera. Särskilt stor och lönsam var exporten av havre till Storbritannien, och Vara hade förutom goda produktionsmöjligheter dessutom ett geografiskt läge som lämpade sig väl för export. Havre från Vara såldes och exporterades främst av William Thorburns exportfirma i Uddevalla. År 1846 infördes en frihandelslag i England som gjorde det möjligt att handla fritt med alla länder utan att staten lade sig i det. Sverige mötte snabbt den ökade efterfrågan och kunde exportera havre trots folkökningen.

### Vara stationssamhälle

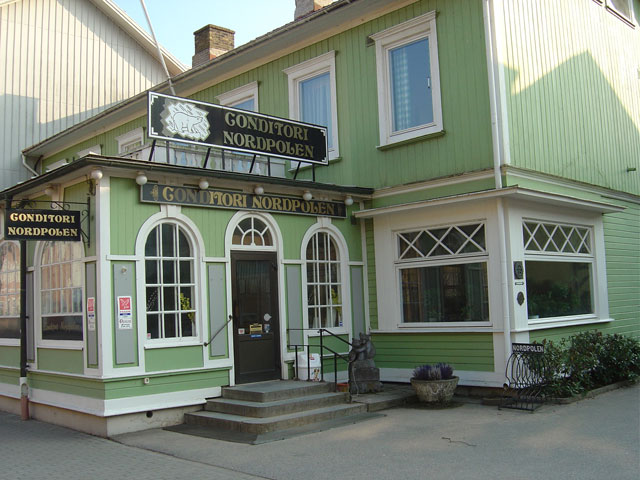
Conditori Nordpolen på Torggatan i centrala Vara.

Den ökande havreexporten från Vara gjorde att firmorna som skötte exporten från Varaslätten blev intresserade av en järnväg. Exportföretaget Thorburns från Uddevalla blev indragna i planeringen av detta. En av sönerna i företaget, Robert Thorburn, blev VD för byggandet av UVHJ (Uddevalla – Vänersborg – Herrljunga Järnväg). Thorburns satsade mycket kapital på järnvägen och att den skulle dras igenom Vara. Järnvägen blev klar för användning 1867 och samma år byggdes Varas första stationshus. Stationen var egentligen planerad att ligga i Naum, som då var den största orten i socknen, men storbönderna där ville inte ha någon järnväg som störde deras arbete på åkrarna.
Vara utvecklades till en viktig handelsort där bönderna kunde sälja det de hade odlat och köpa andra saker de hade nytta av.
Genom näringsfrihetsförordningen 1864 blev det tillåtet att driva handel även utanför städerna och stationen i Vara började locka handlare och näringsidkare av olika slag som bosatte sig i Vara. Framförallt var det dock spannmålshandlare som kom till Vara för att köpa upp säd av traktens bönder för att sedan exportera det vidare. Ett flertal köpmän öppnade också butiker i Vara och efter ett tag växte även små industrier, som tegelbruk och bryggerier, upp. Det fanns under en tid hela sexton spannmålsmagasin i Vara. 
Järnvägen började senare kallas ”havrebanan” och det byggdes inköpscentraler med magasin även på andra orter i området, till exempel Vedum, Grästorp och Håkantorp. Vid 1880-talet avtog havreexporten på grund av konkurrens från amerikansk spannmål som var billigare. Bönderna från Varatrakten slutade dock inte odla spannmål, utan använde istället havren som kreatursfoder.

### Varas utveckling till municipalsamhälle och köping

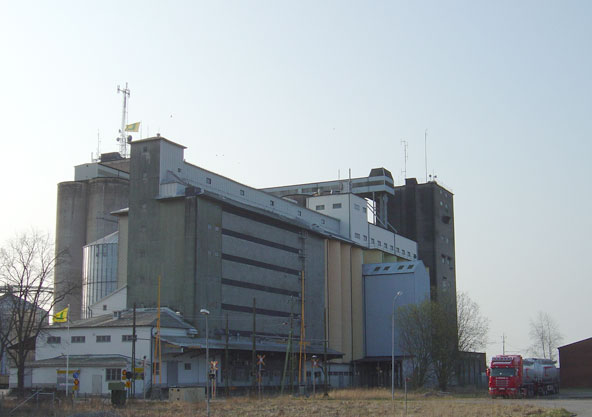
Lagerhuset i Vara.

När befolkningen i Vara vid den här tiden ökade växte också behovet av ordning och struktur i samhället. Eftersom Vara vid den här tiden var för litet för att bli köping gavs istället år 1883 i ett kungligt brev rättigheter för Vara att bli ett municipalsamhälle. Att bli municipalsamhälle innebar självbestämmande i vissa större frågor som till exempel stadsplanering och brand- och hälsofrågor, och Varaborna blev tvungna att välja en municipalstyrelse att besluta i dessa frågor. Municipalstyrelsen fick så småningom större ansvar än kommunstyrelsen, men man vet inte om de båda styrelserna senare slogs samman eller om de arbetade sida vid sida men med olika arbetsområden. Första sammanträdet för municipalstyrelsen ägde rum 18 april 1884 med apotekare Frithiof Lilja i spetsen. Lilja kom senare att bygga apoteket Lejonet som nu heter Kronans droghandel.
Municipalstyrelsen var viktig för Varas tillväxt och struktur. De köpte till exempel upp åkermark så att samhället kunde expandera. I byggnadsplanerna från de tidiga mötena står det att kyrkogården skulle förstoras och snyggas upp med hjälp av plantering. Det står även hur marknadsplatsen förstorades och flyttades och hur den inköpta marken noga mättes, och nya kvarter och tomter byggdes upp. Gatorna började byggas med räta vinklar och för att samhället skulle få bra struktur på gatorna revs några gamla hus som stod i vägen för de nya gatorna och husen. 
Ett annat skäl till att riva hus var att minska brandrisken då det ofta brann i Vara på den tiden. Det utsågs även tidigt en brandchef som fick befogenhet över en brandkår och på torget byggdes det ett spruthus. Brandsäkerhet var särskilt viktigt då de flesta husen var byggda av trä och en brand därför kunde få förödande följder. 
Vara fick köpingsrättigheter 1894 och därmed måste vissa stadgar såsom brandstadga, hälsovårdsstadga och byggnadsstadga uppfyllas. När Vara fick köpingsrättigheter var handel fortfarande den främsta näringsgrenen och det fanns bland annat postkontor, bageri, järnhandel och ett par hotell. Det fanns även urmakare, fotograf, läkare och smed.
I Vara placerades också ett av de nio lagerhus för spannmål som byggdes i beredskapssyfte efter första världskriget. Lagerhuset i Vara, ritat av Gunnar Asplund, är idag det enda av lagerhusen som fortfarande är i drift.

### Administrativa tillhörigheter
Vara var och är kyrkby i Vara socken och ingick efter kommunreformen 1862 i Vara landskommun, där Vara municipalsamhälle inrättades 26 oktober 1883. 1894 bildades Vara köping genom en utbrytning ur landskommunen av samhället och kringområde. Hela Vara landskommun uppgick 1936 i Köpingskommunen som sedan utökades ytterligare 1967 innan den 1971 uppgick i Vara kommun där Vara sedan dess är centralort.
I kyrkligt hänseende har orten hört till Vara församling, från 2018 i Varabygdens församling.
Orten ingick till 1896 i Barne tingslag och därefter till 1971 i Åse, Viste, Barne och Laske domsagas tingslag. Från 1971 till 2009 ingick Vara i Lidköpings domsaga och orten ingår sedan 2009 i Skaraborgs domsaga. 

### Befolkningsutveckling
| Befolkningsutvecklingen i Vara 1960–2020 | Befolkningsutvecklingen i Vara 1960–2020 | Befolkningsutvecklingen i Vara 1960–2020 | Befolkningsutvecklingen i Vara 1960–2020 | Befolkningsutvecklingen i Vara 1960–2020 |
| ---------------------------------------- | ---------------------------------------- | ---------------------------------------- | ---------------------------------------- | ---------------------------------------- |
|                                          |                                          |                                          |                                          |                                          |
| År                                       |                                          |                                          | Folkmängd                                | Areal (ha)                               |
| 1960                                     | 1960                                     |                                          | 2 387                                    |                                          |
| 1965                                     | 1965                                     |                                          | 2 652                                    |                                          |
| 1970                                     | 1970                                     |                                          | 2 827                                    |                                          |
| 1975                                     | 1975                                     |                                          | 3 049                                    |                                          |
| 1980                                     | 1980                                     |                                          | 3 371                                    |                                          |
| 1990                                     | 1990                                     |                                          | 3 761                                    | 275                                      |
| 1995                                     | 1995                                     |                                          | 3 790                                    | 287                                      |
| 2000                                     | 2000                                     |                                          | 3 688                                    | 292                                      |
| 2005                                     | 2005                                     |                                          | 3 779                                    | 293                                      |
| 2010                                     | 2010                                     |                                          | 3 889                                    | 303                                      |
| 2015                                     | 2015                                     |                                          | 4 052                                    | 331                                      |
| 2020                                     | 2020                                     |                                          | 4 426                                    | 356                                      |
|                                          |                                          |                                          |                                          |                                          |

## Evenemang
Sedan 1985 firas i Vara Jordgubbens dag första helgen efter midsommar med uppträdanden, knallar och kröning av Miss Jordgubbe.

## Näringsliv

### Bankväsende
Skaraborgs läns enskilda bank hade representation vid Vara station från 1860-talet. På 1900-talet tillkom kontor för Enskilda banken i Vänersborg och Svenska lantmännens bank. Den senare avyttrade sitt kontor i Vara på 1920-talet.
Allmänna sparbanken för Vara grundades 1919 och uppgick 1940 i Skaraborgs läns sparbank.
Nordea stängde kontoret i Vara i april 2018. Därefter fanns Handelsbanken och sparbanken kvar på orten.